# Franz Wagner (politik, 1849–1931)
Franz Wagner (23. března 1849 Lödersdorf – 19. května 1931 Lödersdorf) byl rakouský křesťansko sociální politik, na konci 19. a počátku 20. století poslanec Říšské rady, v poválečném období poslanec rakouské Národní rady.

## Biografie
Vychodil národní školu. Působil jako majitel hospodářství. Angažoval se v Křesťansko sociální straně Rakouska. Byl členem obecní rady v rodném Lödersdorfu a poslancem Štýrského zemského sněmu. Zastával funkci předsedy dozorčí rady záložny.
Na konci 19. století se zapojil i do celostátní politiky. Ve volbách do Říšské rady roku 1897 získal mandát v Říšské radě (celostátní zákonodárný sbor) za kurii venkovských obcí, obvod Feldbach, Radkersburg atd. Mandát ve svém obvodu obhájil ve volbách do Říšské rady roku 1901. Uspěl i ve volbách do Říšské rady roku 1907, konaných již podle všeobecného a rovného volebního práva, kdy byl zvolen v obvodu Štýrsko 21. Usedl do poslanecké frakce Křesťansko-sociální sjednocení. Mandát obhájil za týž obvod i ve volbách do Říšské rady roku 1911. Usedl do klubu Křesťansko-sociální klub německých poslanců. Ve vídeňském parlamentu setrval až do zániku monarchie. K roku 1911 se profesně uvádí jako zemský poslanec, majitel hospodářství a prezident Vzájemné hasičské pojišťovny pro Štýrsko.
V letech 1918–1919 zasedal jako poslanec Provizorního národního shromáždění Německého Rakouska (Provisorische Nationalversammlung).